# Sheldon Point (Nunam Iqua) (Alasca)
Sheldon Point (Nunam Iqua) é uma cidade localizada no estado americano de Alasca, no Wade Hampton Census Area.

## Demografia
Segundo o censo americano de 2000, a sua população era de 164 habitantes.

## Geografia
De acordo com o United States Census Bureau, a localidade tem uma área de 47,9 km², dos quais 34,1 km² cobertos por terra e 13,8 km² cobertos por água.

## Localidades na vizinhança
O diagrama seguinte representa as localidades num raio de 88 km ao redor de Sheldon Point (Nunam Iqua).